# Berberis chrysosphaera
Berberis chrysosphaera är en berberisväxtart som beskrevs av Mulligan. Berberis chrysosphaera ingår i släktet berberisar, och familjen berberisväxter. Inga underarter finns listade i Catalogue of Life.